# Użyteczność quasi-liniowa
W ekonomii i teorii konsumenta quasi-liniowe funkcje użyteczności są liniowe względem jednego argumentu, zwanego numeraire. Preferencje quasi-liniowe mogą być reprezentowane przez funkcję użyteczności {\displaystyle u(x_{1},x_{2},\dots ,x_{n})=x_{1}+\theta (x_{2},\dots ,x_{n})} gdzie {\displaystyle \theta } jest funkcją ściśle wklęsłą. Ważną właściwością quasi-liniowej funkcji użyteczności jest to, że popyt Marshalla/Walrasa dla {\displaystyle x_{2},\dots ,x_{n}} nie zależy od majątku, a zatem nie podlega efektowi majątkowemu. Brak efektu majątkowego upraszcza analizę i sprawia, że quasi-liniowe funkcje użyteczności są powszechnym wyborem do tworzenia modeli. Ponadto, gdy użyteczność jest quasi-liniowa, zmiana kompensacyjna, czyli ilość pieniądza, która powinna zostać zabrana/dodana konsumentowi, by powrócił na funkcję użyteczności, którą osiągał przy starych cenach, ekwiwalentna zmiana dochodu, czyli ilość pieniądza, którą należałoby dodać, by konsument osiągnął nową krzywą użyteczności przy zachowaniu starych cen oraz nadwyżka konsumenta są algebraicznie równoważne. Przy projektowaniu mechanizmów (ang. mechanism design) quasi-liniowa użyteczność zapewnia czynnikom możliwość wzajemnej kompensacji za pomocą transferów dwustronnych.

## Definicja z punktu widzenia preferencji
Relacja preferencji {\displaystyle \succsim } jest quasi-liniowa względem dobra 1 (zwanego w tym przypadku dobrem numeraire), jeżeli:
- Wszystkie krzywe obojętności są równoległymi przemieszczeniami względem siebie wzdłuż osi dobra 1. To znaczy, że jeśli krzywa „x” jest obojętna na krzywą „y” (x ~ y), to {\displaystyle \left(x+\alpha e_{1}\right)\sim \left(y+\alpha e_{1}\right),\forall \alpha \in \mathbb {R} ,e_{1}=\left(1,0,\dots ,0\right)}[1].
- Dobro 1 jest pożądane, to znaczy: {\displaystyle \left(x+\alpha e_{1}\right)\succ (x),\forall \alpha >0.}

Innymi słowy: relacja preferencji jest quasi-liniowa, jeśli istnieje jedno dobro zwane numeraire, które przesuwa krzywe obojętności na zewnątrz wraz ze wzrostem jego konsumpcji, bez zmiany ich nachylenia.
W przypadku dwuwymiarowym krzywe obojętności są równoległe, co jest bardzo przydatne, ponieważ całą funkcję użyteczności można określić na podstawie kształtu pojedynczej krzywej obojętności.

## Definicja z punktu widzenia funkcji użyteczności
Funkcja użyteczności jest quasi-liniowa wobec dobra 1 jeśli występuje w formie
{\displaystyle u\left(x_{1},\dots ,x_{L}\right)=x_{1}+\theta \left(x_{2},\dots ,x_{L}\right),}
gdzie {\displaystyle \theta } jest pewną funkcją. W przypadku dwóch dóbr funkcją tą może być na przykład {\displaystyle u\left(x,y\right)=x+{\sqrt {y}}.}
Quasi-liniowa postać funkcji jest szczególna, ponieważ funkcje popytu na wszystkie dobra konsumpcyjne oprócz jednego zależą tylko od cen, a nie od dochodów. Np. jeśli mamy dwa dobra o cenach {\displaystyle p_{x}=1} i {\displaystyle p_{y}} oraz
{\displaystyle u(x,y)=x+\theta (y),}
wtedy, maksymalizując użyteczność z ograniczeniem budżetowym, popyt na {\displaystyle y} wynika z równania;
{\displaystyle \theta '(y)=p_{y},}
więc
{\displaystyle y(p,I)=(\theta ')^{-1}(p_{y}),}
co jest niezależne od dochodu {\displaystyle I.}
Pośrednią funkcją użyteczności w tym przypadku jest
{\displaystyle v(p,I)=v(p)+I,}

co jest szczególnym przypadkiem funkcji w postaci Gormana. 

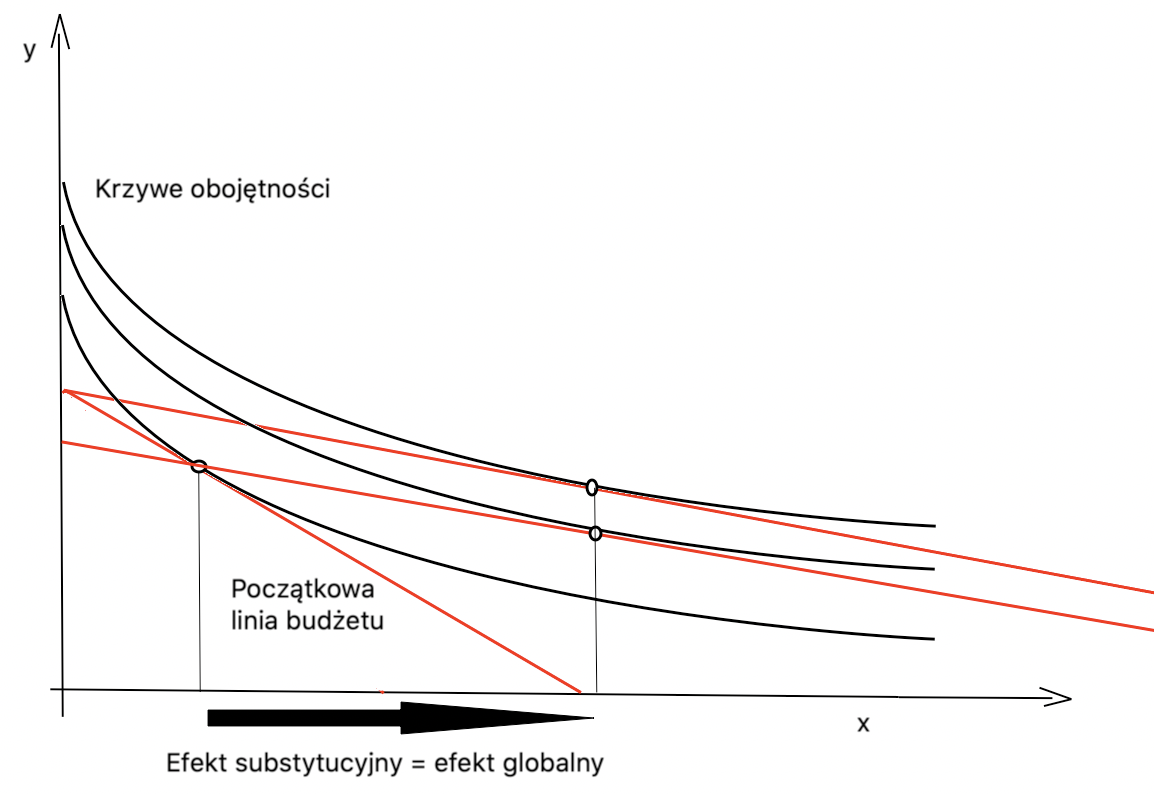
Dla preferencji quasi-liniowych cała zmiana popytu wynika z efektu substytucyjnego.

## Efekt dochodowy oraz efekt substytucyjny.
W przypadku preferencji quasi-liniowych przesunięcie dochodu nie powoduje zmiany popytu na dobro 1. To znaczy, że cała zmiana popytu na dobro 1 dokonuje się z tytułu efektu substytucyjnego, a efekt dochodowy wynosi zero. Sytuacja jest przedstawiona rysunku.

## Rozwiązania brzegowe

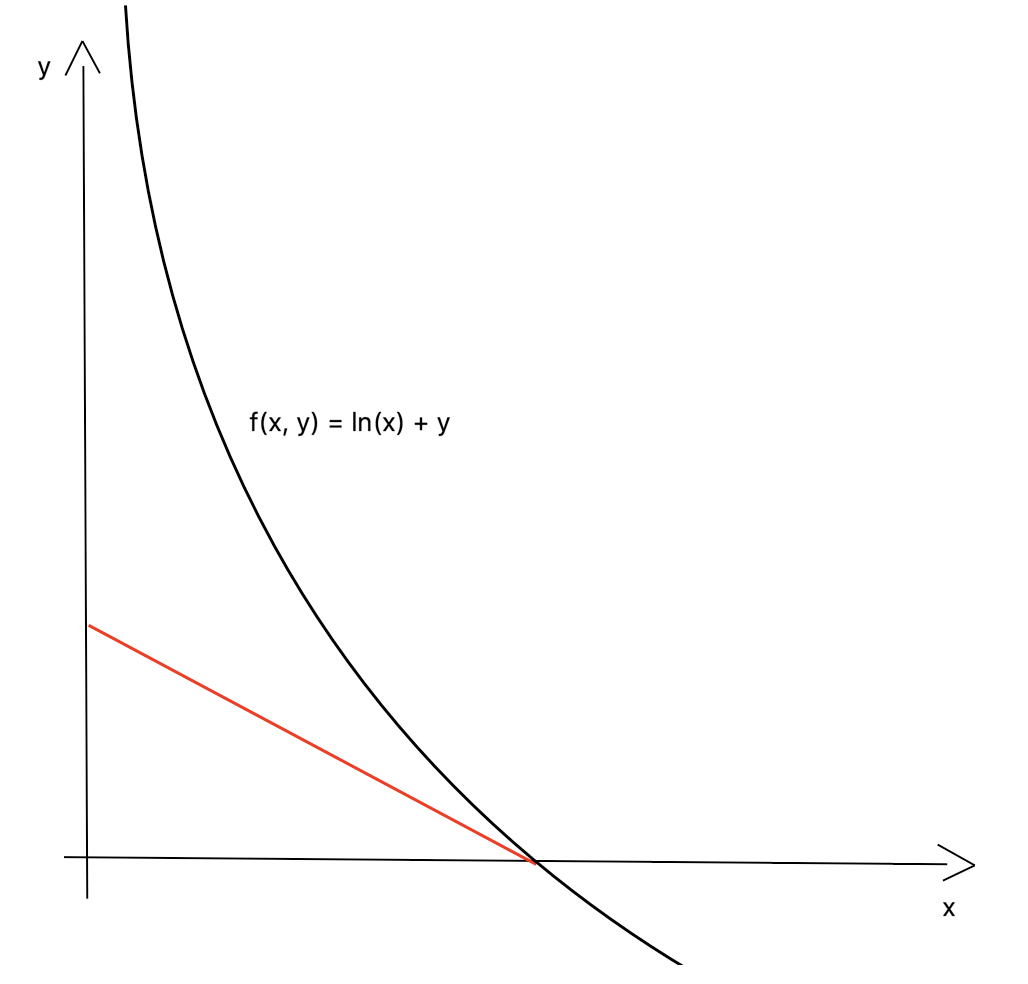
Przykład rozwiązania brzegowego dla

Dla wielu różnych preferencji częstym rozwiązaniem optymalnym jest rozwiązanie brzegowe, czyli takie, w którym zachodzi konsumpcja tylko jednego dobra, więc rozwiązanie brzegowe dla dwóch dóbr {\displaystyle x} i {\displaystyle y} to takie rozwiązanie, w którym konsumpcja jednego z tych dóbr jest równa zero. W przypadku użyteczności quasi-liniowych rozwiązania brzegowe są bardzo często spotykane. Rozwiązania brzegowego nie da się uzyskać w wyniku tradycyjnej optymalizacji z ograniczeniem metodą mnożników Lagrange’a. Zastosowanie tej metody może skutkować uzyskaniem wyniku optymalnego z ujemną ilością jednego z dóbr, co zazwyczaj jest sprzeczne z założeniami modelu. W takiej sytuacji należy odgórnie ograniczyć ilość tego dobra do zera i optymalizować ilość pozostałych dóbr przy zadanym wektorze cen.

## Równoważność definicji
Definicje kardynalne i porządkowe są równoważne w przypadku wypukłego zbioru konsumpcji z ciągłymi preferencjami, które są lokalnie nienasycone względem pierwszego argumentu funkcji.